# Henk Chin A Sen
Hendrick Rudolf (Henk) Chin A Sen (né le 18 janvier 1934 à Albina - mort le 11 août 1999 à Paramaribo) est un homme d'État surinamais. Il est Premier ministre du 15 mars 1980 au 4 février 1982 et cumule en outre le poste de président de la République à partir du 15 août 1980.

## Biographie
Chin A Sen naît à Albina, le 18 janvier 1934. Il étudie la médecine à l'École de médecine de Paramaribo et obtient son diplôme en 1959. De 1959 à 1961, il commence une pratique générale, puis part aux Pays-Bas pour se spécialiser interniste. À son retour au Suriname, il travaille à l'hôpital Sint Vincentius de Paramaribo et rejoint ensuite le Parti nationaliste républicain (PNR), parti qui revendiquait l'indépendance du Suriname, même s'il n'était pas très actif.
Le 15 mars 1980, après le coup d'État des sergents qui a amené Dési Bouterse et son conseil militaire au pouvoir, Chin A Sen est nommé Premier ministre du Suriname. La nomination de Chin A Sen, non actif sur le plan politique, est une surprise. Chin A Sen forme un cabinet de gauche qui comprend également deux membres du Conseil militaire national (NMR). Le 15 août 1980, après la démission du président Johan Ferrier, Chin A Sen devient également président. Toutefois, Bouterse et Chin A Sen se sont vite disputés. Bouterse recherchait une société à base socialiste et révolutionnaire dans laquelle la NMR tirerait les ficelles à l'arrière-plan, tandis que Chin A Sen cherchait à rétablir la démocratie.
Le 4 février 1982, Chin A Sen est renvoyé par Bouterse et s'exile d'abord à Pittsburgh aux États-Unis, puis aux Pays-Bas,. Aux Pays-Bas, après les meurtres de décembre 1982, Chin A Sen est choisi comme président du Conseil de libération du Suriname. Le Conseil s'oppose au règne de Bouterse et de ses partisans, mais ça ne constitue pas un succès. Chin A Sen est plus tard en relation avec Ronnie Brunswijk et son Jungle Commando, qui mènent une lutte armée contre Bouterse.
Un attentat à Rijswijk en 1985, dans lequel trois personnes sont mortes lors d'une réunion du Conseil de la libération, a probablement été dirigé contre Chin A Sen. Il n'était cependant pas présent à ce moment.
En 1995, Chin A Sen est retourné à Paramaribo, où il a repris son travail d'interniste. Il est décédé à Paramaribo, à l'âge de 65 ans. 